# Suva
Suva je glavno mesto Fidžija in s 74.481 prebivalci ožjega mestnega območja (po popisu leta 2007) druga največja upravna enota v državi. Stoji na istoimenskem rtu ob jugovzhodni obali glavnega otoka Viti Levu. Poleg Lautoke je edino naselje na Fidžiju s statusom mesta, pri čemer pa ima več prebivalcev sosednji kraj Nasinu, ki je bil nekoč predmestje Suve, leta 1999 pa je bil razglašen za samostojno naselje. Širše mestno območje vključuje poleg Nasinuja še naselji Lami in Nausori ter je s približno 244.000 prebivalci daleč največje urbano središče na Fidžiju.
Najpomembnejše gospodarske dejavnosti so turizem, lahka industrija in transport, glavni zaposlovalec pa so državne ustanove. Poleg tega ima tu sedež Univerza južnega Pacifika in druge kulturne ter politične ustanove, na račun katerih je Suva najpomembnejše urbano središče celotne regije oceana med Havaji in Novo Zelandijo. Arhitektura je mešanica kolonialne in sodobne.

## Zgodovina
Dolgo časa je bila Suva le majhna in nepomembna ribiška vasica, prestolnica ozemlja je bilo mesto Levuka na sosednjem otoku Ovalau. Ko je otočje leta 1874 postalo britanski protektorat, so kolonialni upravitelji določili Suvo za sedež uprave, saj Levuka ni imela dovolj prostora za rast. Vzpostavili so proizvodnjo sladkorja in kraj je rasel tudi na račun uvoženih indijskih delavcev. Leta 1910 je dobil status občine. Poleg tega se je razvijal tudi kot glavna postojanka na trgovski poti med Severno Ameriko in Avstralijo.
Ob izbruhu druge svetovne vojne je odgovornost za obrambo prevzela Nova Zelandija in do maja 1942 je bila na Fidžiju nastanjena divizija 10.000 vojakov, ki so okrog Suve postavili obrambne položaje. 13. maja 1942 so jih po dogovoru med zavezniki nadomestili ameriški vojaki. V tem času je Suva štela okrog 15.000 prebivalcev. Američani so nadgradili obstoječe letališče v bližini in postavili še enega, v sami Suvi pa zgradili oporišče za zračne sile pacifiške flote. To je vključevalo obsežno skladišče goriva, kjer so prečrpavali nafto s tankerjev na manjše oskrbovalne ladje. Območje ni nikoli postalo prizorišče spopadov na pacifiškem bojišču in do avgusta 1944 se je fronta pomaknila toliko stran, da je vojska zapustila oporišča v Suvi in drugod po otoku. Po vojni jih je prevzela novozelandska vojska.
Ko se je Fidži 10. oktobra 1970 osamosvojil od Združenega kraljestva, je Suva postala glavno mesto nove države.

## Geografija in uprava
Suva je pristaniško mesto, ki stoji na istoimenskem polotoku na jugovzhodnem delu glavnega otoka v Fidžiju, ob istoimenskem zalivu. Upravno je razdeljeno na pet četrti (wards):
- Suva – mestno jedro s poslovnim središčem
- Tamavua – urbano stanovanjsko območje
- Extension – polurbano stanovanjsko območje
- Samabula – drugo središče mesta z urbanim stanovanjskim območjem in velikimi industrijskimi conami
- Muanikau – urbano stanovanjsko območje z velikimi športnimi objekti in univerzo

### Podnebje
Fidži ima v splošnem tropsko oceansko podnebje brez izrazitih temperaturnih nihanj. Jugovzhodni del, kjer stoji Suva, je izpostavljen pasatom z morja in ima občutno višjo vlažnost ter rahlo nižje temperature kot zavetrni del ob severni in zahodni obali.
| Podnebni podatki za Suva        | Podnebni podatki za Suva | Podnebni podatki za Suva | Podnebni podatki za Suva | Podnebni podatki za Suva | Podnebni podatki za Suva | Podnebni podatki za Suva | Podnebni podatki za Suva | Podnebni podatki za Suva | Podnebni podatki za Suva | Podnebni podatki za Suva | Podnebni podatki za Suva | Podnebni podatki za Suva | Podnebni podatki za Suva |
| Mesec                           | Jan                      | Feb                      | Mar                      | Apr                      | Maj                      | Jun                      | Jul                      | Avg                      | Sep                      | Okt                      | Nov                      | Dec                      | Letno                    |
| ------------------------------- | ------------------------ | ------------------------ | ------------------------ | ------------------------ | ------------------------ | ------------------------ | ------------------------ | ------------------------ | ------------------------ | ------------------------ | ------------------------ | ------------------------ | ------------------------ |
| Rekordno visoka temperatura °C  | 35.0                     | 36.0                     | 37.0                     | 34.0                     | 34.0                     | 32.0                     | 32.0                     | 32.0                     | 32.0                     | 34.0                     | 34.0                     | 36.0                     | 37.0                     |
| Povprečna visoka temperatura °C | 29.0                     | 29.0                     | 29.0                     | 29.0                     | 28.0                     | 27.0                     | 26.0                     | 26.0                     | 27.0                     | 27.0                     | 28.0                     | 29.0                     | 28.0                     |
| Povprečna nizka temperatura °C  | 23.0                     | 23.0                     | 23.0                     | 23.0                     | 22.0                     | 21.0                     | 20.0                     | 20.0                     | 21.0                     | 21.0                     | 22.0                     | 23.0                     | 22.0                     |
| Rekordno nizka temperatura °C   | 19.0                     | 19.0                     | 19.0                     | 16.0                     | 16.0                     | 14.0                     | 13.0                     | 14.0                     | 14.0                     | 14.0                     | 13.0                     | 17.0                     | 13.0                     |
| Povprečna količina dežja mm     | 290.0                    | 272.0                    | 368.0                    | 310.0                    | 257.0                    | 170.0                    | 125.0                    | 211.0                    | 196.0                    | 211.0                    | 249.0                    | 318.0                    | 2.977                    |
| Povp. št. sončnih ur na dan     | 7                        | 6                        | 6                        | 7                        | 7                        | 7                        | 7                        | 8                        | 7                        | 7                        | 7                        | 7                        | 7                        |
| Vir: BBC Weather                |                          |                          |                          |                          |                          |                          |                          |                          |                          |                          |                          |                          |                          |

## Znamenitosti
Znana znamenitost je mestna knjižnica Carnegie Suva, zgrajena leta 1909, pa tudi številne druge kolonialne zgradbe.
Kompleks vladnih zgradb leži na nekdaj tekočih vodah potoka. Leta 1935 so ga izsušili in v strugo potoka zabili več kot pet kilometrov armiranobetonskih stebrov, da so podprli postavljene masivne stavbe. Po postavitvi temeljnega kamna leta 1937 je bila stavba leta 1939 dokončana; novo krilo je bilo končano leta 1967. Parlament pa je bil leta 1992 preseljen v nov kompleks na cesti Ratu Sukuna.
Vladna hiša je bila prej rezidenca guvernerjev Fidžija, po neodvisnosti leta 1970 pa generalnih guvernerjev. Zdaj je uradna rezidenca predsednika Fidžija. Prvotno postavljena leta 1882, jo je bilo treba leta 1928 obnoviti, potem ko jo je leta 1921 uničil strela.
Kampus Suva Univerze v južnem Tihem oceanu (USP) zavzema nekoč novozelandsko vojaško oporišče. Je največji od številnih kampusov USP, posejanih po celotnem južnem Tihem oceanu in največja univerza na pacifiških otokih zunaj Havajev. Ponuja izobraževanje, ki je mednarodno priznano in potrjeno.
Muzej na Fidžiju v vrtovih Thurston je bil ustanovljen leta 1904 in je prvotno zasedel staro mestno hišo, na sedanjo lokacijo se je preselil leta 1954. V muzeju je najobsežnejša zbirka fidžijskih predmetov na svetu, hkrati pa je tudi raziskovalna in izobraževalna ustanova, specializirana za arheologijo, ohranjanje ustnega izročila Fidžija in objavljanje gradiva o jeziku in kulturi Fidžija.
Suva ima približno 78 parkov, med njimi so nov vrt Takashi Suzuki, Apted Park na mestu Suva Point, ki je priljubljeno mesto za ogled sončnega vzhoda in zahoda, vrtovi Thurston, ki je bil odprt leta 1913 in ima rastlinstvo iz celotnega južnega Tihega oceana.
Suva ima veliko nakupovalnih in maloprodajnih predelov, zlasti ulico Cumming, ki je bila od kolonialnih časov živahno in barvito nakupovalno območje. Značilnosti teh ulic vključujejo prvotne kolonialne zgradbe in ozke ceste. Sodobnejša nakupovalna središča, kot so Suva Central Shopping Mall, Mid-City Mall in MHCC, so del razvoja, ki mestu daje sodoben in dovršen videz.
Decembra 2009 se je mesto Suva razširilo z odprtjem TappooCity v vrednosti 25,7 milijona ameriških dolarjev (50 milijonov FJD) joint venture šestnadstropne gradnje, ki ga je izvedla skupina podjetij FNPF & Tappoo kot Fidži (in Južni Tihi ocean) trenutno največji trgovski center zunaj Avstralije in Nove Zelandije.
Leta 2012 je bil odprt kompleks nakupovalnih središč v višini 30 milijonov FJD na ulici Grantham Road za kompleksom Sports-City in v neposredni bližini Univerze v južnem Tihem oceanu, v kateri so restavracije, prodajna mesta in kinodvorane.

## Gospodarstvo
Za razliko od večine mest na Fidžiju in številnih po svetu, Suva ni rasla okoli ene industrije, ampak se je postopoma razvila kot središče in največje in najbolj dodelano mesto na pacifiških otokih. Fidžicji indijskega porekla so v veliki meri oblikovali gospodarstvo Fidžija, ki je neizmerno prispeval k rasti Suve in njenemu statusu ekonomske in politične prestolnice Fidžija. Suva je trgovsko središče Fidžija, kjer ima sedež večina bank v Tihem oceanu, vključno z ANZ in Westpac Bank. Tu ima sedež večina nacionalnih finančnih institucij, nevladnih organizacij ter vladnih ministrstev in oddelkov. V nekem trenutku je bil sedež letalskega prevoznika Air Pacific (zdaj imenovan Fiji Airways in Air Fiji) v Suvi.
Velik del mednarodnega ladijskega prometa na Fidžiju poteka v pristanišču Suva's Kings Wharf, kot tudi pristajanje mednarodnih križark, kar je privedlo do rasti turistične industrije Suve. V Suvi se izvajajo številne storitve, kar je osnova za industrijsko in komercialno dejavnost.
Obstajajo velika industrijska območja, največje je v zalivu Walu, kjer je zasičenost tovarn in skladišč ter uvoznih in izvoznih podjetij. Na tem območju je veliko ladjedelnic za gradnjo in popravilo ladij ter ladjedelnic za zabojnike. Obstaja pivovarna in veliko tiskarn. Druge pomembne industrijske cone se nahajajo v Vatuwaqi, Raiwaqi in na plaži Laucala.

## Mednarodne povezave
Suva ima uradne povezave (pobratena/sestrska mesta oz. mesta-dvojčki) z naslednjimi mesti po svetu:
- Bejhaj, Ljudska republika Kitajska[14]
- Brighton, Tasmanija, Avstralija
- Guangdong, Kitajska
- Port Moresby, Papua Nova Gvineja
- Šaosing, Kitajska
- Yongsan, Seul, Južna Koreja